# Ти ме повика
„Ти ме повика“ е студиен албум на Лили Иванова, издаден през 1987 година от звукозаписната компания „Балкантон“ на грамофонна плоча с каталожен номер ВТА 12044 и на аудиокасета с каталожен номер ВТМС 7237.
Албумът е записан в БНР и се състои от общо 9 песни.

### Първа страна
1. „Ти ме повика“ – 04:35 (текст: Тодор Лозанов, музика: Любомир Дамянов, аранжимент: Димитър Гетов)
2. „Една мечта“ – 03:38 (текст: Тодор Лозанов, музика: Димитър Ковачев, аранжимент: Димитър Гетов)
3. „Без теб“ – 03:37 (текст: Живко Колев, музика: Александър Йосифов, аранжимент: Асен Драгнев)
4. „Коя е тя“ – 03:57 (текст: Александър Петров, музика: Димитър Ковачев, аранжимент: Димитър Гетов)
5. „Невероятно“ – 03:42 (текст: Волен Николаев, музика и аранжимент: Тодор Филков)

### Втора страна
1. „Интимно“ – 03:22 (текст: Дамян Дамянов, музика: Асен Гаргов, аранжимент: Александър Кипров)
2. „Така живея“ – 04:10 (текст: Живко Колев, музика: Любомир Дамянов, аранжимент: Асен Драгнев)
3. „Някой ден“ – 04:17 (текст: Емил Розин, музика: Александър Йосифов, аранжимент: Пейо Пеев)
4. „Самота“ – 03:33 (текст: Надежда Захариева, музика и аранжимент: Митко Щерев)

## Екип

### Технически
- Тонрежисьор: Атанас Байнов
- Тонинженер: Марин Маринов
- Тоноператор: Румен Енчев

### Други
- Художествено оформление: Мира Антонова
- Снимка: Явор Попов